# MiniDVD

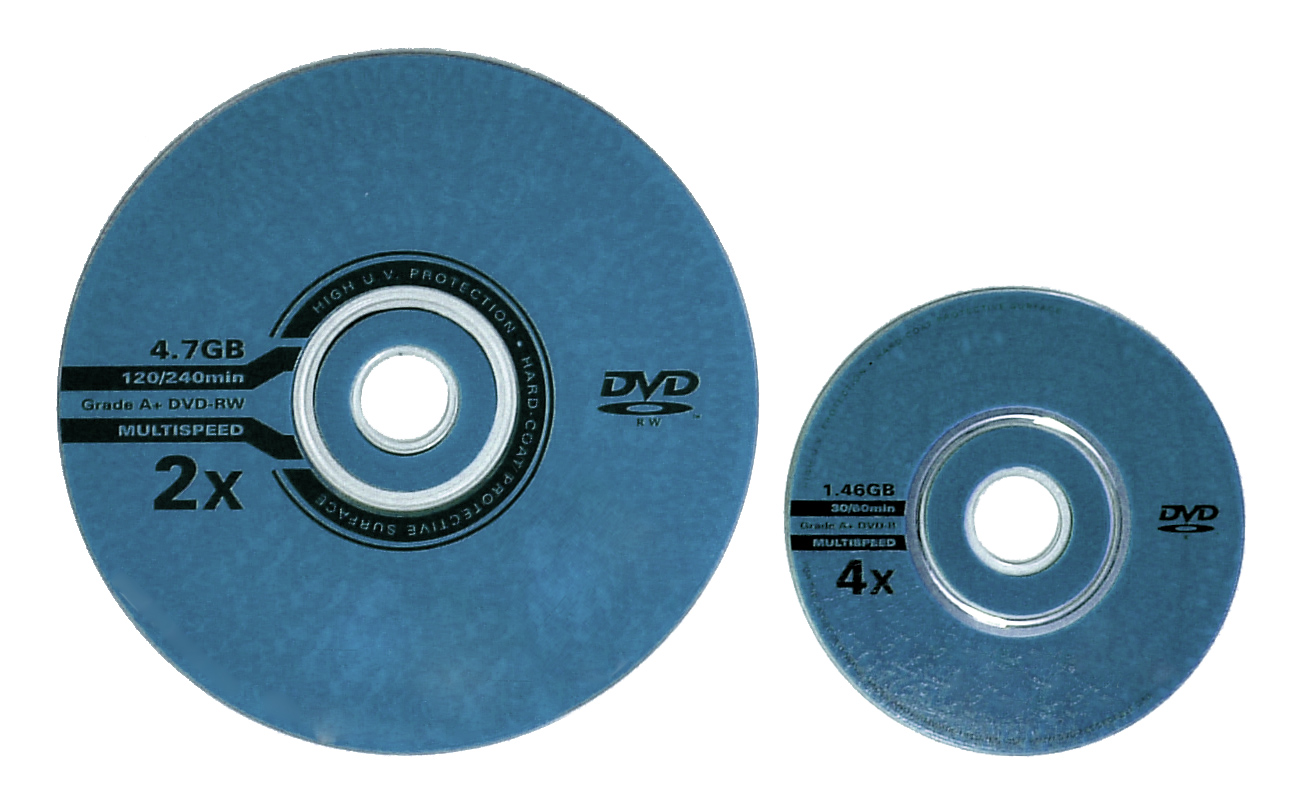
DVD-Rohling im Vergleich zu einem MiniDVD-Rohling

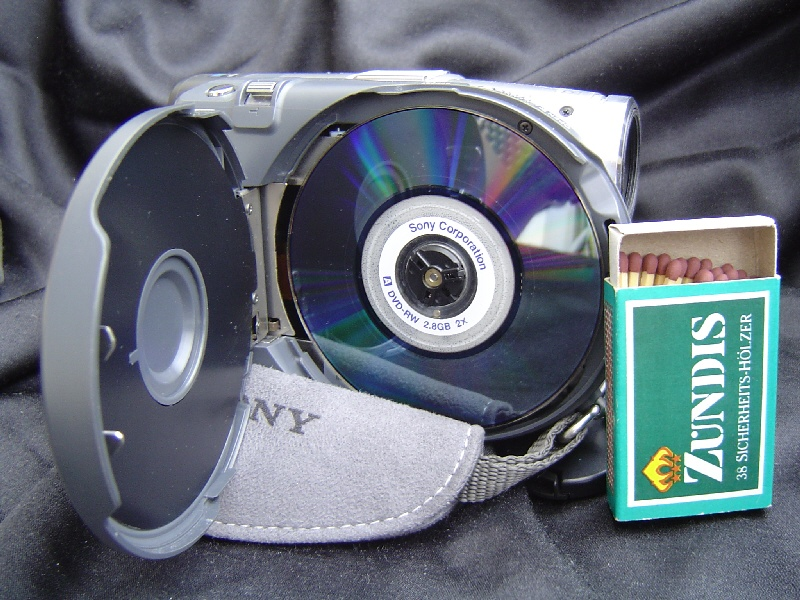
8-cm-DVD in einem Camcorder

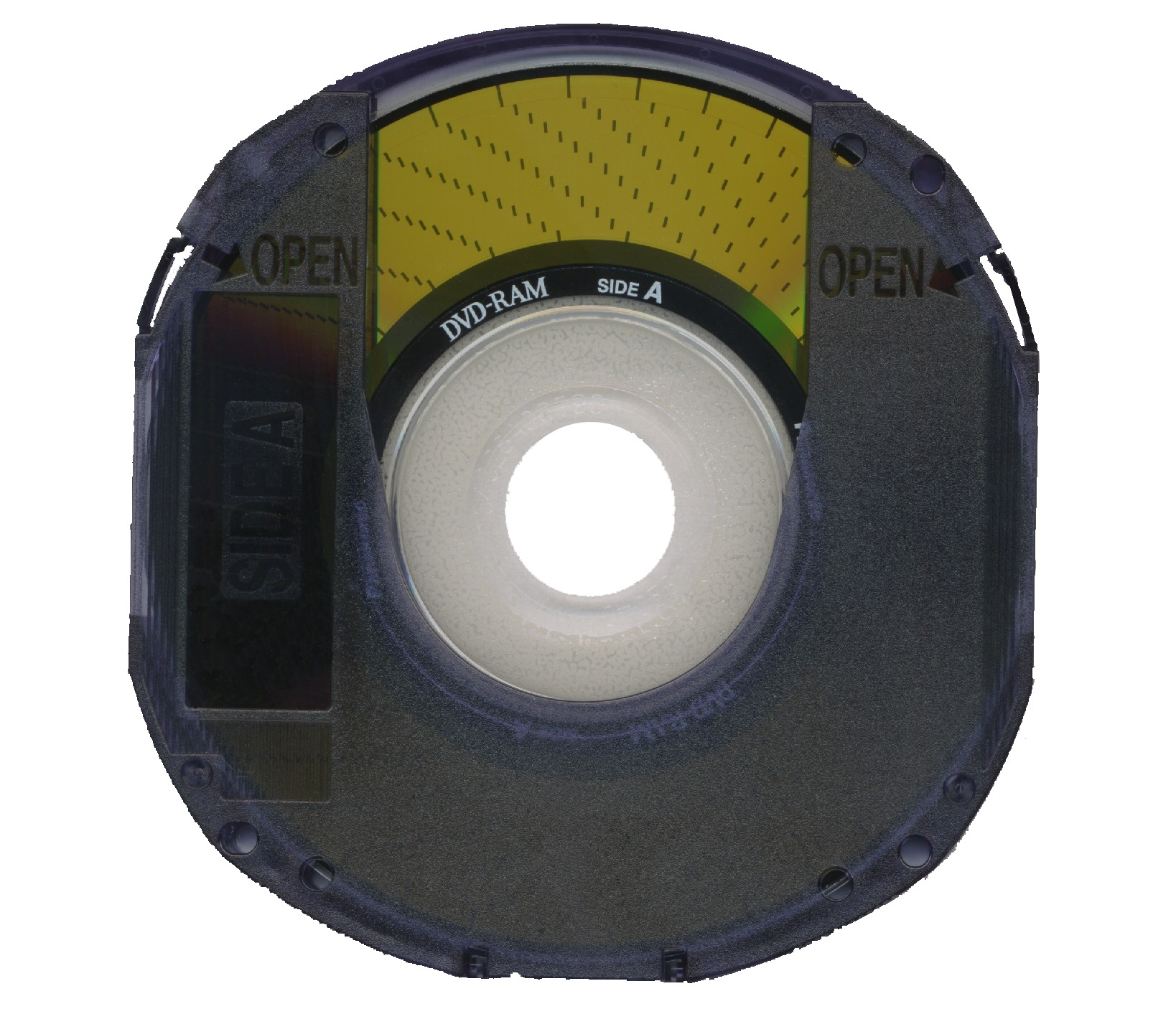
Mini-DVD als DVD-RAM mit Holder

MiniDVD werden zwei verschiedene Standards genannt.
- Zum einen versteht man unter MiniDVD eine Standard-CD, die nach DVD-konformem Standard beschrieben wurde (auch cDVD genannt).
- MiniDVD bezeichnet auch eine verkleinerte (80-mm-Version) der Standard-120-mm-DVD (siehe folgender Absatz).

## MiniDVD
Anfang 2001 stellte Warner Music Manufacturing Europa (WMME) eine verkleinerte Version der DVD im 3-Zoll-Format vor (ähnlich der Mini-CD), die ebenfalls „MiniDVD“ genannt wurde. Diese war als Trägermedium vorgesehen, um für Musikvideos oder als Werbemittel für kurze Werbespots verwendet zu werden.
Bei Camcordern mit optischer Aufzeichnung kam die MiniDVD mit 1,4 GB häufig zum Speichern der aufgenommenen Filmdaten zum Einsatz.
Problematisch ist die geringe Größe der MiniDVD, da sie ohne Adapter nicht in einem Slot-In-Laufwerk eines PCs benutzt werden kann. Zudem ist die Gefahr des Lösens von Adapter und MiniDVD größer als bei der Mini-CD, da die Abspielgeräte inzwischen weit höhere Umdrehungszahlen erlauben. Auch haben nicht alle DVD-Spieler eine entsprechende Mulde.
Folgende Größen waren vorgesehen:
- DVD 05 mit 1,46 Gigabyte Speicher
- DVD 09 mit 2,66 Gigabyte Speicher
- DVD 10 mit 2,92 Gigabyte Speicher

Der bekannte Videospiele- und Konsolenhersteller Nintendo nutzte für seine 2001 erschienene Spielekonsole GameCube ebenfalls das MiniDVD-Format als Datenträger für die Spiele. Dies sollte vor allem die Möglichkeit, widerrechtliche Kopien herzustellen, stark einschränken. Dennoch erhielt Nintendo deswegen Kritik, da es der Konsole, im Gegensatz zur Konkurrenz, daher an einer Abspielmöglichkeit für herkömmliche Film-DVDs mangelte. Weiterhin gelang es Nintendo mit seiner Spielekonsole Wii, MiniDVDs in einem Slot-In-Laufwerk abzuspielen. Hierdurch wurde die Wii Nintendos erste abwärtskompatible stationäre Konsole.